# Effetto Bradley

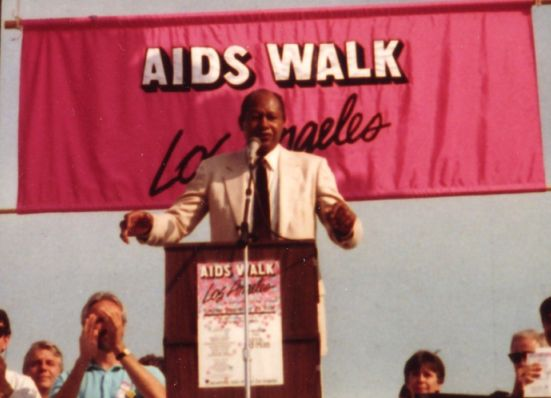
Tom Bradley alla AIDS Walk LA del 1988

Nel linguaggio politico statunitense si usa la locuzione effetto Bradley per riferirsi a quella situazione in cui, in un sondaggio preelettorale o in un exit-poll, un numero cospicuo di elettori bianchi si dichiarerebbe favorevole a votare per un candidato non bianco o affermerebbe di essere indeciso, ma che poi, al momento effettivo di esprimere la preferenza, opterebbe per il candidato bianco (anche se quest'ultimo si allontana dalle loro visioni politiche).

## Origine del termine
Il termine venne coniato nel 1982 in riferimento a Tom Bradley, sindaco di colore democratico di Los Angeles dal 1973 al 1993: egli si candidò a governatore della California e, nonostante i sondaggi lo dessero in netto vantaggio, fu sconfitto dal rappresentante bianco dei repubblicani George Deukmejian.

## Cause
Due sono le cause scatenanti dell'effetto Bradley, una di carattere razziale e l'altra di carattere politico. La prima si riferisce al fatto che i bianchi tenderebbero a considerare molto importante la comunanza etnica, anche più di quella politica (e quindi alcuni bianchi democratici, per esempio, preferirebbero votare un bianco repubblicano piuttosto che un nero democratico). La seconda invece è di carattere più generale: solitamente, i candidati neri sarebbero più liberal e in genere i progressisti sarebbero sopravvalutati in sondaggi ed exit poll.

## Esempi
Nel corso della storia politica statunitense, l'effetto Bradley si è verificato in diverse occasioni:
- Nel 1988 Jesse Jackson pensava di ottenere il 33% dei voti tra i bianchi democratici nelle primarie presidenziali dello stesso anno, ed invece si dovette accontentare del 7%[5].
- Nel 1989 un nero democratico, Douglas Wilder, si candidò come governatore della Virginia: vinse, ma il suo margine nei confronti del bianco repubblicano Marshall Coleman fu inferiore all'1% (mentre i sondaggi lo attestavano intorno al 9%); da questo momento in poi alcuni politologi sostituirono la formula effetto Bradley con effetto Wilder[6].
- Sempre nel 1989 il nero democratico David Dinkins sconfisse il bianco repubblicano Rudy Giuliani nella corsa a sindaco di New York, ma ottenne le chiavi della città per pochi voti (quando i sondaggi lo davano in vantaggio di 18 punti percentuali); a volte si parla quindi anche di effetto Dinkins[7].
- Alle Elezioni presidenziali negli Stati Uniti d'America del 2016 la candidata democratica Hillary Clinton, secondo gli analisti dei principali network americani, aveva un vantaggio  del 3.4% rispetto al candidato repubblicano Donald Trump. Il vantaggio della Clinton ha avuto variazioni da 3 a 11 punti percentuali, mentre l'unico quotidiano che assegnava un vantaggio stabile di Trump sulla Clinton era il Los Angeles Times. In relazioni ai sondaggi Stato per Stato, la Clinton era ormai data favorita alla presidenza degli Stati Uniti. Ma alle elezioni dell'8 novembre Donald Trump ottenne una vittoria netta, conquistando 306 delegati contro i 232 della Clinton. Non solo i democratici avevano perso nei principali swing states, quali Ohio, Florida e Pennsylvania, ma il trionfo di Trump è stato registrato anche in quegli Stati storicamente legati al Partito Democratico, vale a dire Michigan, Wisconsin e nella seconda circoscrizione del Maine. Alcuni esperti dell'analisi statistica avrebbero commentato che, questo grave errore nei sondaggi, sia frutto di "elettori nascosti", i quali avrebbero mentito sull'identità del candidato che erano intenzionati a votare.